# Hohenreith (Gemeinde St. Peter in der Au)
Hohenreith ist eine Ortschaft und eine Katastralgemeinde der Gemeinde St. Peter in der Au im Bezirk Amstetten in Niederösterreich.

## Siedlungsentwicklung
Zum Jahreswechsel 1979/1980 befanden sich in der Katastralgemeinde Hohenreith insgesamt 55 Bauflächen mit 36.593 m² und 39 Gärten auf 161.110 m² und auch 1989/1990 waren es 55 Bauflächen. 1999/2000 war die Zahl der Bauflächen auf 82 angewachsen und 2009/2010 waren es 62 Gebäude auf 82 Bauflächen.

## Geschichte
Laut Adressbuch von Österreich waren im Jahr 1938 in Hohenreith ein Tischler, ein Wagner und zahlreiche Landwirte ansässig. Weiters gab es zwei Mühlen und ein Sägewerk.

## Landwirtschaft
Die Katastralgemeinde ist landwirtschaftlich geprägt. 481 Hektar wurden zum Jahreswechsel 1979/1980 landwirtschaftlich genutzt und 108 Hektar waren forstwirtschaftlich geführte Waldflächen. 1999/2000 wurde auf 472 Hektar Landwirtschaft betrieben und 130 Hektar waren als forstwirtschaftlich genutzte Flächen ausgewiesen. Ende 2018 waren 468 Hektar als landwirtschaftliche Flächen genutzt und Forstwirtschaft wurde auf 129 Hektar betrieben. Die durchschnittliche Bodenklimazahl von Hohenreith beträgt 22,9 (Stand 2010).